# 土耳其国家男子篮球队
土耳其國家男子籃球隊是代表土耳其參加國際男子籃球比賽的男子籃球隊。
球隊外號叫十二巨人。
土耳其國家男子籃球隊曾獲得2枚銀牌，一次是在2001年歐洲籃球錦標賽，另一次在2010年世界籃球錦標賽。這兩次亞軍都是在土耳其本土舉行的賽事中獲得的。

## 欧洲篮球锦标赛

### 1949年欧洲篮球锦标赛
1949年欧洲篮球锦标赛上。土耳其隊在8支球隊的大循環中以3勝4負的戰績排名第4。

### 1951年欧洲篮球锦标赛
土耳其隊入圍了在法國巴黎舉行的1951年欧洲篮球锦标赛。在小組賽階段，土耳其隊輸掉的唯一一場比賽是敗給了蘇聯國家男子籃球隊，從而以3勝1負排名第二的成績晉級。在次輪中土耳其輸給了保加利亞國家男子籃球隊，雖然這是唯一的一場失利，但是在2勝1負的三支球隊裏排在墊底，未能晉級四強。隨後土耳其隊贏下了5-8名的首場比賽，在爭奪第5名的比賽中輸給了意大利男籃，最終排名第6。

### 1955年欧洲篮球锦标赛
在無緣1953年的歐錦賽之後，土耳其隊成功入圍了在布達佩斯舉行的1955年欧洲篮球锦标赛。在小組賽階段以1勝2負戰績排名小組第3，只能參加排名賽。在排名賽首輪中土耳其的戰績是3勝1負，僅僅輸給了法國男籃，之後土耳其男籃在決定9到12名的比賽裏以1分之差輸給了芬蘭隊，之後又以77-54擊敗了英格蘭男籃，最後在18支球隊裏排名第11。

### 1957年欧洲篮球锦标赛
在索菲亞舉行的1957年欧洲篮球锦标赛上，土耳其隊在小組賽先後不敵蘇聯男籃和波蘭男籃，排名第三，只能去爭奪9-12名。之後土耳其男籃戰勝了所有排名賽裏的對手，最後在16支球隊中排名第9。

### 1993年欧洲篮球锦标赛
直到1993年，土耳其男籃才重返1993年欧洲篮球锦标赛赛场，最後位列16支球队中的第11名。

### 1995年欧洲篮球锦标赛
土耳其隊在14支球隊中排名第13。

### 1997年欧洲篮球锦标赛
土耳其隊以第8名完成了共16支球隊參加的賽事。

### 1999年欧洲篮球锦标赛
土耳其隊以第8名完成了共16支球隊參加的賽事。

### 2001年欧洲篮球锦标赛
在本土舉行的2001年欧洲篮球锦标赛上，土耳其隊歷史上首次闖入決賽，不過以69-78不敵南斯拉夫男籃，獲得銀牌。

### 2005年欧洲篮球锦标赛
土耳其隊參加了在塞黑舉行的2005年欧洲篮球锦标赛，先後以75-87輸給了立陶宛隊，67-80不敵克羅地亞隊，僅僅以94-89小勝保加利亞男籃。這場勝利讓土耳其隊進入了淘汰賽，以57-66輸給了德國隊，最後排名處於9-12位。

### 2007年欧洲篮球锦标赛
在2007年欧洲篮球锦标赛上，土耳其隊分在C組，同組還有立陶宛隊、德國隊和捷克隊。土耳其先後以69-86輸給立陶宛，49-79慘敗給德國，最後一場以80-72戰勝了捷克隊，避免了小組墊底的尷尬，也獲得了進入第二輪的機會。但土耳其隊在第二輪中全敗（51-66不敵斯洛文尼亞，75-84加時輸給意大利，64-85負于法國），最後以1勝5負的成績獲得第12名。

### 2009年欧洲篮球锦标赛
在2009年欧洲篮球锦标赛上，土耳其隊與東道主波蘭、立陶宛和保加利亞一起被分在D組。在弗罗茨瓦夫舉行的比賽中，土耳其隊戰勝了所有對手，以小組第一晉級次輪。在第二輪中，土耳其先是擊敗了世界冠軍西班牙隊，之後加時戰勝了塞爾維亞。土耳其隊的連勝被斯洛文尼亞終結，雖然一度落後19分，最後錯失3分球使得土耳其隊以67-69惜敗。在1/4決賽中，土耳其加時敗給了希臘隊，最後排名第8。

## 地中海運動會
土耳其隊在敘利亞舉辦的1987年地中海運動會中獲得了金牌。在1971年的運動會上獲得了銀牌，1967年、1983年和2009年則三次獲得銅牌。

## 世界男子籃球錦標賽

### 2002年世界籃球錦標賽
土耳其在2001年的歐錦賽上獲得亞軍，獲得了在美國明尼蘇達州舉行的2002年世錦賽的參賽資格。最後以4勝4敗的戰績得到第9名。

### 2006年世界男子籃球錦標賽
主辦國為日本。土耳其為4個獲得外卡的球隊之一，最終6勝3敗得第6名。

### 2010年世界籃球錦標賽
土耳其為主辦國，在与 塞爾維亞國家男子籃球隊於2010年9月11日举行的半决赛中，依靠明顯的主场优势和裁判的多次爭議判罰，以一分险胜塞尔维亚队。 
在決賽中64-81輸給了美國，獲得銀牌。這是土耳其男籃在世錦賽历史上的最佳成绩。

### 2019年世界盃籃球賽
E組小組賽中先以86-67擊敗了日本，面對今年大咖球星不參加世界盃美國，卻在最後延長賽罰球4罰皆墨，以92:93一分飲恨。今天與星銳球隊捷克爭取最後一張16強門票，最終76-91慘敗，只能跟日本打17-32排名賽。

## 比赛

### 奥运会
| 年份  | Position | W | L |
| ----- | -------- | - | - |
| 1936  | 21st     | 0 | 2 |
| 1952  | 22nd     | 0 | 3 |
| Total | 2/17     | 0 | 5 |

### 世界篮球锦标赛
| 年份  | Position | W  | L  |
| ----- | -------- | -- | -- |
| 2002  | 9th      | 4  | 4  |
| 2006  | 6th      | 6  | 3  |
| 2010  |          | 8  | 1  |
| 2014  | 8th      | 4  | 3  |
| 2019  | 21st     | 2  | 3  |
| Total | 5/16     | 20 | 11 |

### 歐洲籃球錦標賽
| 年份  | Position | W  | L   |
| ----- | -------- | -- | --- |
| 1949  | 4th      | 3  | 3   |
| 1951  | 6th      | 6  | 3   |
| 1955  | 11th     | 5  | 4   |
| 1957  | 9th      | 8  | 2   |
| 1959  | 12th     | 3  | 4   |
| 1961  | 10th     | 3  | 5   |
| 1963  | 15th     | 1  | 8   |
| 1971  | 12th     | 1  | 6   |
| 1973  | 8th      | 2  | 5   |
| 1975  | 9th      | 3  | 4   |
| 1981  | 11th     | 1  | 7   |
| 1993  | 11th     | 2  | 4   |
| 1995  | 13th     | 1  | 5   |
| 1997  | 8th      | 3  | 6   |
| 1999  | 8th      | 4  | 5   |
| 2001  |          | 4  | 2   |
| 2003  | 12th     | 2  | 2   |
| 2005  | 9th      | 1  | 3   |
| 2007  | 11th     | 1  | 5   |
| 2009  | 8th      | 5  | 4   |
| 2011  | 8th      | 5  | 4   |
| 2013  | 17th     | 1  | 4   |
| 2015  | 14th     | 3  | 3   |
| 2017  | 14th     | 2  | 4   |
| Total | 20/36    | 68 | 103 |